# Equipo Mixto en los Juegos Olímpicos de Atenas 1896
El Equipo Mixto participó Juegos Olímpicos de Atenas 1896. El Comité Olímpico Internacional agrupa los resultados de dicho equipo bajo el código COI: ZZX.

## Medallistas
El equipo olímpico obtuvo las siguientes medallas:
| Nombre                           | Deporte | Competición |
| -------------------------------- | ------- | ----------- |
| Oro                              |         |             |
| John Pius Boland Friedrich Traun | Tenis   | Dobles M    |
| Plata                            |         |             |
| —                                |         |             |
| Bronce                           |         |             |
| Teddy Flack George S. Robertson  | Tenis   | Dobles M    |